# エイチ・ツー・オー食品グループ
株式会社エイチ・ツー・オー食品グループ（エイチ・ツー・オーしょくひんグループ）は、エイチ・ツー・オー リテイリンググループのスーパーマーケットの経営及び食品製造販売事業を担う企業群の統括や事業活動の管理を行う企業。

## 概要
2016年（平成28年）1月28日、エイチ・ツー・オー リテイリンググループの再編が発表され、同グループでスーパーマーケットなどの食品事業を担う株式会社阪食（現・株式会社阪急オアシス）とイズミヤ株式会社を中間持株会社のもとで一体化することとなった。同年4月1日付で阪食の株式移転により設立。同年6月1日に、阪食の持株会社機能を会社分割により継承した。同時にイズミヤの子会社であったサンローリー、デリカ・アイフーズ、カナートも子会社としている。同年7月1日にはイズミヤ本体も会社分割を行い、スーパーマーケット事業を継承した（新）イズミヤを傘下としている。
2021年（令和3年）4月1日、子会社株式管理事業を吸収分割によりエイチ・ツー・オー リテイリングへ継承。中間持株会社ではなくなったが、経営企画・管理事業は継続する。

## 沿革
- 2016年（平成28年）
  - 4月1日 - 阪食の株式移転により、食品事業の中間持株会社として株式会社エイチ・ツー・オー食品グループを設立[3][1]。
  - 6月1日 - 阪食の持株会社機能を会社分割により継承。イズミヤよりサンローリー、デリカ・アイフーズ、カナートの株式を取得。阪食は阪急オアシスに商号変更[3]。
  - 7月1日 - （旧）イズミヤ株式会社（現：株式会社エイチ・ツー・オー アセットマネジメント）が会社分割により、小売事業を新設会社の（新）イズミヤ株式会社に承継。同時に（旧）イズミヤ株式会社は（新）イズミヤ株式会社の全株式を、当社に譲渡。完全子会社として株式会社阪急フードプロセスを設立[3][4]。
  - 10月1日 - 阪急デリカがデリカ・アイフーズを吸収合併し、阪急デリカアイに商号変更。
- 2020年（令和2年）2月1日 - SRSホールディングスがサンローリーを株式交換により完全子会社化[5]。
- 2021年（令和3年）4月1日 - 子会社株式管理事業を吸収分割によりエイチ・ツー・オー リテイリングへ継承[2]。

## かつての子会社
- イズミヤ - スーパーマーケットの経営を行っている。
- 阪急オアシス - スーパーマーケットの経営を行っている。
- 阪急デリカアイ - 弁当・すし・惣菜の製造や販売および製造受託や販売受託などを行っている。
- 阪急フーズ - 乾物の製造や販売などを行っている。
- 阪急ベーカリー - パンの製造や販売・卸売などを行っている。
- 阪急フードプロセス - イズミヤ向けの生鮮食品の加工・販売事業を行っている（2016年10月1日にイズミヤより承継[4]）。
- カナート - スーパーマーケット（デイリーカナート・まるとく市場など）の経営を行っている。